# Tujasidensvans
Tujasidensvans (Bombycilla cedrorum) är en av tre arter sidensvansar, endemisk för Nordamerika.

## Utseende och läte
Tujasidensvansen mäter 15–18 centimeter och väger cirka 32 gram. Den är mindre än sidensvansen och skiljer sig i adult dräkt från denna på den ljusa buken, vita undre stjärttäckare och varmbruna färgen på huvud och övre delen av bröstet. Den saknar också de vita och gula partierna på vingarna. Merparten har, precis som sidensvansen, gul stjärtspets men vissa har rödorange stjärtspets vilket tros vara födorelaterat.

## Utbredning och systematik
Fågeln häckar i Nordamerika, och övervintrar från mellersta USA och söderut till norra Sydamerika och på Stora Antillerna. Den är en mycket sällsynt gäst i Europa med 15 fynd, varav sju är från Storbritannien, övriga från Azorerna, Irland och Island. Den behandlas antingen som monotypisk eller delas in i två underarter med följande utbredning:
- Bombycilla cedrorum cedrorum – sydligaste Alaska och södra Yukon tvärs över centrala och södra Kanada till Newfoundland, i syd i östra USA till norra Georgia; vintertid regelbundet söderut till Costa Rica, sällsynt in i norra Sydamerika
- Bombycilla cedrorum larifuga – sydvästra Kanada och västra USA söderut till norra Kalifornien; vintertid söderut troligen till åtminstone västra Mexiko

## Ekologi

### Levnadsmiljö
Tujasidensvansen återfinns i olika sorters skogar, framför allt nära vattendrag, men också i igenväxta fält, gräsmarker och till och med buskstäpp. Den är även ett allt växande inslag i stadsmiljön varhelst bärbärande buskar finns.

### Föda
Tujasidensvansar är liksom alla sidensvansar fruktspecialister och kan leva enbart av frukt i flera månader. Ungar till boparasiten brunhuvad kostare överlever inte i ett sidensvansbo eftersom de inte klarar en så fruktintensiv diet. Under häckningstid intar de också mer proteinrik kost baserad på insekter som sländor, bladbaggar och sköldlöss.

### Häckning
Honan sköter nästan hela bobygget, ett arbete som kan ta fem till sex dagar och kräva minst 2.500 resor till boet. Kvistar, gräs, kaveldun, blommor, hästhår och liknande material vävs ihop till en voluminös skål. Ibland tar fågeln material från andra fågelbon, som östlig kungstyrann, gulstrupig vireo, trupialer i släktet Icterus, vandringstrast och gul skogssångare. Boet placeras i en horisontell grenklyka mellan en och 16 meter upp från marken. Honan lägger två till sex blekt blå eller blågrå ägg som ruvas i elva till 13 dagar.

## Status och hot
Arten har ett stort utbredningsområde och en stor population, och tros öka i antal. Utifrån dessa kriterier kategoriserar internationella naturvårdsunionen IUCN arten som livskraftig (LC). Världspopulationen uppskattas till 57 miljoner vuxna individer.

## Namn
Fågeln kallades tidigare indiansidensvans men blev tilldelat ett nytt namn på svenska av BirdLife Sveriges taxonomikommitté 2022 för att "bättre harmoniera med i stort sett alla andra språk, efter trädet jättetuja Thuja plicata som syftar på "cedar" i det engelska namnet Cedar Waxwing".

## Bilder

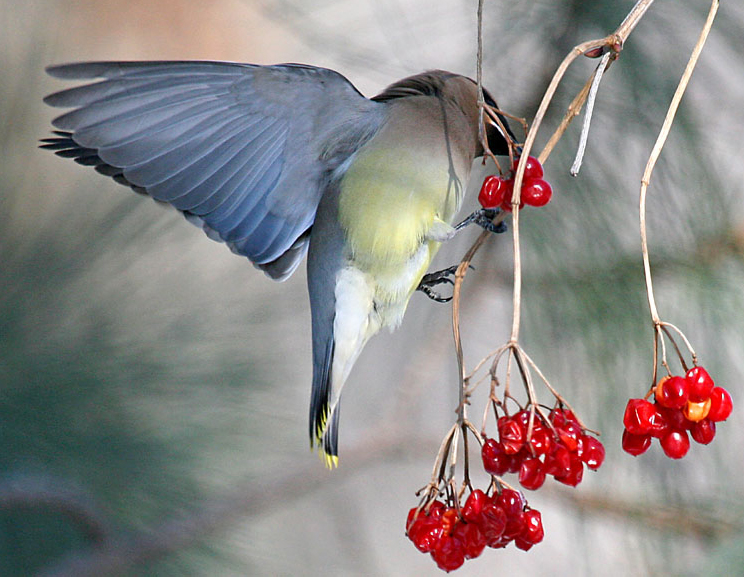
Individ som äter bär.
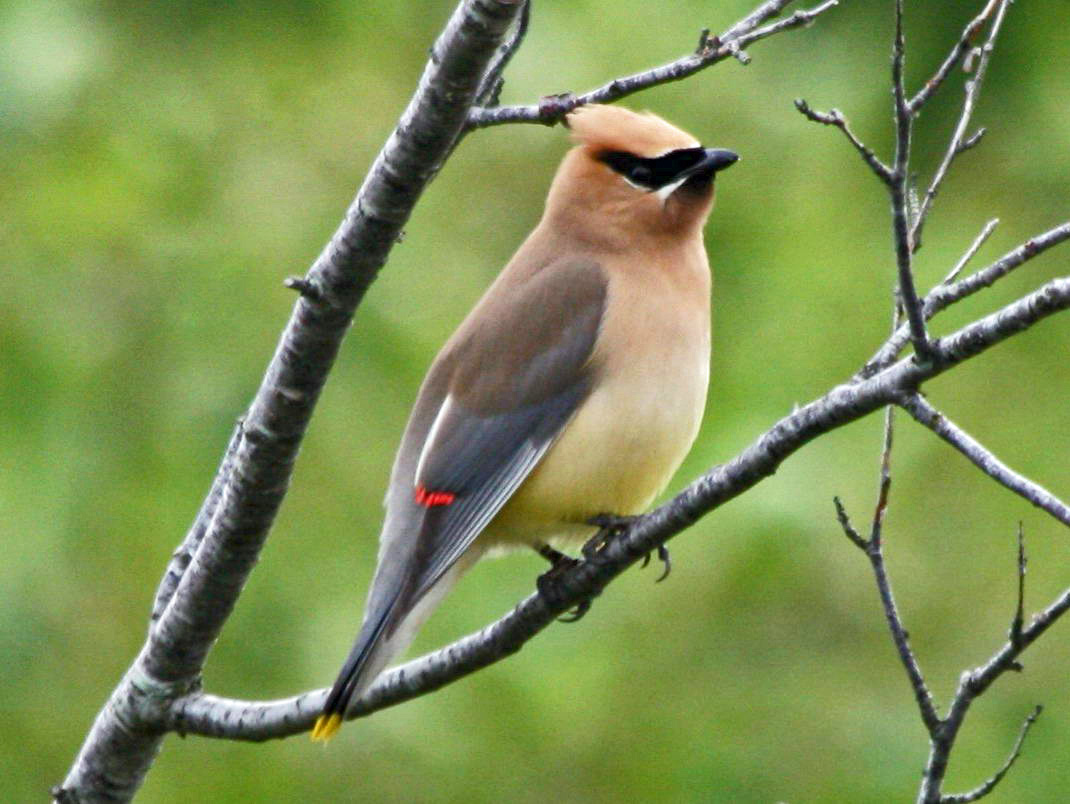
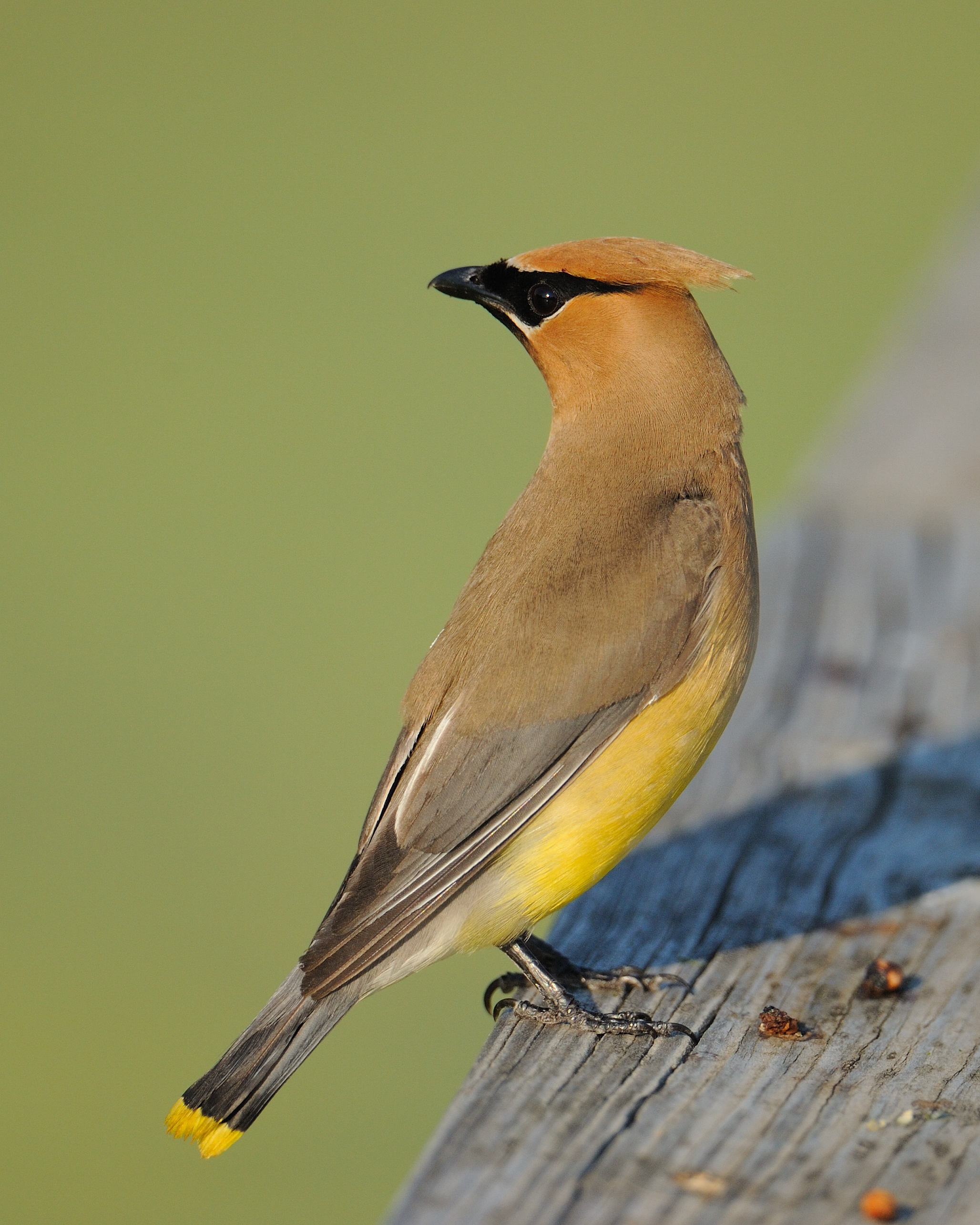